# Pomacentrus trichrourus
Pomacentrus trichrourus là một loài cá biển thuộc chi Pomacentrus trong họ Cá thia. Loài này được mô tả lần đầu tiên vào năm 1867.

## Từ nguyên
Từ định danh không được giải nghĩa, có lẽ là ghép bởi ba âm tiết trong tiếng Latinh: tri ("ba"), chroma ("màu sắc") và oura ("đuôi"), hàm ý đề cập đến vây đuôi màu vàng tươi, viền xám ở rìa với phần gốc vây màu đen.

## Phạm vi phân bố và môi trường sống
Từ Biển Đỏ, P. trichrourus được ghi nhận dọc theo bờ biển bán đảo Ả Rập, bao gồm hai vịnh Oman và vịnh Ba Tư, phía nam trải dài dọc theo bờ biển Đông Phi đến Nam Phi, nhưng không được biết đến ở các đảo quốc phía tây Ấn Độ Dương. P. trichrourus sống gần các rạn san hô ở độ sâu đến 43 m.

## Mô tả
Chiều dài lớn nhất được ghi nhận ở P. trichrourus là 11 cm. Cá trưởng thành có màu nâu sẫm. Vảy cá có viền đen tạo thành kiểu hình mắt lưới trên thân của chúng. Cuống đuôi có vệt đen sẫm, còn vây đuôi màu trắng. Đốm đen nhỏ trên nắp mang và lớn hơn bao quanh gốc vây ngực.
Số gai ở vây lưng: 14; Số tia vây ở vây lưng: 14–16; Số gai ở vây hậu môn: 2; Số tia vây ở vây hậu môn: 15–17; Số tia vây ở vây ngực: 16–17; Số gai ở vây bụng: 1; Số tia vây ở vây bụng: 5; Số lược mang: 19–24; Số vảy đường bên: 17–18.

## Sinh thái học
Thức ăn của P. trichrourus bao gồm tảo và các loài động vật phù du, cũng có thể ăn cả trứng của những loài cá khác, cá nhỏ hơn và hải miên. Cá đực có tập tính bảo vệ và chăm sóc trứng.